# 佩德羅·卡洛斯 (奧爾良-布拉干薩)
奧爾良-布拉干薩的佩德罗·卡洛斯王子（葡萄牙語：Prince Pedro Carlos of Orleans-Braganza，1945年10月31日—），原名佩德罗·德·阿尔坎塔拉·卡洛斯·若昂·劳伦斯·米格尔·拉斐尔·加布里埃尔·冈萨加 是兩個巴西皇位覬覦者之一，也是奧爾良-布拉干薩王朝佩德罗波利斯分支的皇室家族首領，人称佩德罗五世。他是佩德罗·加斯顿王子的長子，以及巴西皇帝佩德羅二世的玄孫。

## 婚姻与子女
佩德罗·卡洛斯于1975年9月2日在佩德罗波利斯与罗恩·库恩·德索萨（Rony Kuhn de Souza，1938年-1979年）结婚，婚后有一子：
- 长子佩德罗·蒂亚戈·玛利亚·米格尔·加布里埃尔·拉斐尔·冈萨加（Pedro Tiago Maria Miguel Gabriel Rafael Gonzaga，1979年1月12日—）继承人；

罗恩去世后，佩德罗·卡洛斯1981年7月16日在圣保罗杰拉尔庄园续娶帕特里西亚·亚历山德拉·布拉斯孔比（Patricia Alexandra Brascombe，1962年-2009年）结婚，婚后有一子：
- 次子费利佩·罗德里戈·亚历山大·弗朗西斯科·克里斯托弗·米格尔·加布里埃尔·冈萨加（Felipe Rodrigo Alexandre Francisco Cristóvão Miguel Gabriel Gonzaga，1982年12月31日—）。